# Live From London (Duran Duran-koncertalbum)
A Live from London a brit Duran Duran koncertalbuma és koncertfilmje. A felvételek a két teltházas Wembley Aréna koncertjükön történtek 2004 áprilisában.
A koncert a 25 éves karrierjükből legsikeresebb számaiból volt és a 2004-es Astronaut kislemezeiből. Az együtteshez csatlakozott Andy Hamilton szaxofonista és Sarah Brown háttérénekes. 
A Live from London DVD-ként, illetve DVD/CD-ként jelent meg. A DVD-n 20 dal szerepel, míg a CD-n 10. A Deluxe Set-en szerepel egy dokumentumfilm, fotógaléria és interjúk. A RIAA aranylemez minősítést adott az albumnak 2006 márciusában.
A koncert felvételeit Lawrence Jordan (Coming Home Studios) rendezte  és 28 kamera felvételeit használták. A DVD 16:9-es képarányban készült. A 2003-as Greatest videóklip-gyűjtemény óta ez a Duran Duran első DVD megjelenése és az 1985-ös Arena óta az első koncertalbum.

## Számlista
A Discogs adatai alapján.

### DVD
1. (Reach Up for The) Sunrise
2. Hungry Like the Wolf
3. Is There Something I Should Know?
4. Union of the Snake
5. Come Undone
6. A View to a Kill
7. What Happens Tomorrow
8. The Chauffeur
9. Planet Earth
10. I Don't Want Your Love
11. New Religion
12. Ordinary World
13. Night Boat
14. Save a Prayer
15. Notorious
16. The Reflex
17. Careless Memories
18. The Wild Boys
19. Girls on Film
20. Rio

### CD
1. (Reach Up For The) Sunrise
2. Hungry Like The Wolf
3. Planet Earth
4. Ordinary World
5. Save A Prayer
6. Notorious
7. Careless Memories
8. The Wild Boys
9. Girls On Film
10. Rio